# Anancistrogera bicornuta
Anancistrogera bicornuta is een rechtvleugelig insect uit de familie Gryllacrididae. De wetenschappelijke naam van deze soort werd voor het eerst geldig gepubliceerd in 1930 door Heinrich Hugo Karny.